# Rubin Kazan
Rubin Kazan, även FK Rubin Kazan (ryska: Футбольный клуб Рубин Казань, Futbolnyj klub Rubin Kazan), är en fotbollsklubb i Ryssland. Klubben bildades 1958 under namnet "Iskra" ("Gnista") och kommer från staden Kazan i Tatarstan. Rubin Kazan vann Ryska Premier League för första gången 2008.

## Historia
Laget har inte alltid kallats Rubin Kazan – från 1958 till 1964 hette de "Iskra" (ryska: Искра, "gnistan"). Laget hette av sponsorskäl "Rubin-TAN" från 1992–1993.
Rubin har aldrig spelat i den sovjetiska första-divisionen. De flyttades upp till Ryska Premier League 2003 och slutade trea under debutåret vilket gav en kvalifikationsplats till UEFA Europa League. 2004 var ett mindre framgångsrikt år då de slutade på tiondeplats. 2005 fick laget åter en europaplats då de slutade säsongen på fjärde plats. 2008 vann klubben Ryska Premier League för första gången någonsin. Det var andra gången som ett lag utanför Moskva blev mästare i Ryssland.
Rubin debuterade i Champions League 2009/2010. Där slog de inte minst förra årets vinnare FC Barcelona med 1-2. Laget är känt för sina vassa kontringar och det var till stor fördel i denna match. Efter att i sista omgången av Ryska Premier League spelat 0-0 mot Zenit St. Petersburg så säkrade de titeln för andra gången i rad och kvalificerade sig dessutom till Champions League 2009/2010.

### Logotyp/klubbsköld
Rubin Kazan har bytt klubbsköld ett antal gånger. Under 80- och 90-talen användes ett runt emblem med texten Спортклуб Рубин (Sportklub Rubin) och en genomgående pilspets. År 1992 stod ett märke med ett stiliserat S på spelartröjorna, i samband med avtal till den nya klubbsponsorn Тан (Tan).
År 1996 infördes ett emblem med Рубин (Rubin) överst i rött och därunder en starkt stiliserad (eld)fågel omgivet av bokstäverna ФУТБОЛЬНЫЙ КЛУБ. КАЗАНЬ. 1958 (Futbol'nyj klub. Kazan. 1958). Det här emblemet finns i tre olika varianter.
År 2012, i samband med stora framgångar nationellt inom europeisk klubbfotboll, infördes det senaste emblemet. Det är det första helt utan text på kyrilliska. Vapenskölden har en ram i grönt (övre halvan) och vinrött (undre halvan). Texten FOOTBALL CLUB (i svart) syns på en översta textrad med RUBIN (i vinrött) därunder. "Eldfågeln"[källa behövs] i mitten är ytterligare något stiliserad, och underst finns den tvåradiga texten KAZAN (vitt på vinrött) och 1958 (svart på vitt). Detta är också första gången[källa behövs] formuleringar på engelska syns på officiella klubbsymboler.

## Spelare

### Nuvarande trupp
Uppdaterad: 23 januari 2022
| 1  | Ryssland | Nikita Medvedev | 17 december 1994 | Lokomotiv Moskva (-20)  |
| 22 | Ryssland | Yury Dyupin     | 17 mars 1988     | Anzji Machatjkala (-19) |

| 3  | Tunisien | Montassar Talbi         | 26 maj 1998      | Benevento (-21)             |
| 5  | Kroatien | Filip Uremović          | 11 februari 1997 | Olimpija Ljubljana (-18)    |
| 20 | Ryssland | Vladislav Ignatyev      | 20 januari 1987  | Lokomotiv Moskva (-21)      |
| 31 | Ryssland | Georgi Zotov            | 12 januari 1990  | Krylja Sovetov Samara (-20) |
| 77 | Ryssland | Ilya Samoshnikov        | 14 november 1997 | Torpedo Moskva (-20)        |
| 97 | Ryssland | Konstantin Nizhegorodov | 21 juni 2002     | Hansa Rostock (-21)         |

| 6  | Sydkorea   | Hwang In-Beom         | 20 september 1996 | Vancouver Whitecaps (-20)    |
| 7  | Ryssland   | Soltmurad Bakayev     | 5 augusti 1999    | Spartak Moskva (-20)         |
| 8  | Ryssland   | Aleksandr Lomovitskiy | 27 januari 1998   | Spartak Moskva (-22)         |
| 11 | Danmark    | Anders Dreyer         | 2 maj 1998        | Midtjylland (-21)            |
| 14 | Ryssland   | Mikhail Kostyukov     | 9 augusti 1991    | Tambov (-21)                 |
| 18 | Ryssland   | Marat Apshatsev       | 27 maj 2001       | Tom Tomsk (-22)              |
| 21 | Georgien   | Chvitja Kvaratschelia | 12 februari 2001  | Rustavi (-19)                |
| 23 | Ryssland   | Alexander Zuev        | 26 juni 1996      | Rostov (-19)                 |
| 28 | Danmark    | Oliver Abildgaard     | 10 juni 1996      | Ålborg (-20)                 |
| 38 | Ryssland   | Leon Musayev          | 25 januari 1999   | Zenit Sankt Petersburg (-21) |
| 99 | Montenegro | Sead Hakšabanović     | 4 maj 1999        | IFK Norrköping (-21)         |

| 9  | Serbien  | Đorđe Despotović  | 4 mars 1992     | Orenburg (-20)         |
| 10 | Ryssland | German Onugkha    | 6 juli 1996     | Vejle (-21)            |
| 13 | Ryssland | Kirill Klimov     | 30 januari 2001 | Monaco (-20)           |
| 19 | Ryssland | Ivan Ignatyev     | 6 januari 1999  | Krasnodar (-20)        |
| -  | Belarus  | Vitaly Lisakovich | 8 februari 1998 | Lokomotiv Moskva (-22) |

## Meriter
- Ryska Premier League: 2
  - Segrare: 2008, 2009l

- Ryska Supercupen: 1
  - Segrare: 2010

- CIS-cupen: 1
  - Segrare: 2010

- La Manga Cup: 2
  - Segrare: 2005, 2006